# Espérance Sportive Troyes Aube Champagne 2015-2016
Questa voce raccoglie le informazioni riguardanti lo Espérance Sportive Troyes Aube Champagne nelle competizioni ufficiali della stagione 2015-2016.

## Rosa
| N. |                         | Ruolo | Calciatore        |
| -- | ----------------------- | ----- | ----------------- |
| 1  | Francia (bandiera)      | P     | Matthieu Dreyer   |
| 2  | Francia (bandiera)      | D     | Johan Martial     |
| 3  | RD del Congo (bandiera) | D     | Chris Mavinga     |
| 5  | Francia (bandiera)      | D     | Matthieu Saunier  |
| 7  | Francia (bandiera)      | C     | Yoann Court       |
| 8  | Francia (bandiera)      | C     | Stéphane Darbion  |
| 9  | Senegal (bandiera)      | A     | Babacar Gueye     |
| 10 | Francia (bandiera)      | C     | Benjamin Nivet    |
| 11 | Brasile (bandiera)      | D     | Rincón            |
| 12 | Camerun (bandiera)      | A     | Henri Bienvenu    |
| 13 | Colombia (bandiera)     | A     | Brayan Perea      |
| 14 | Brasile (bandiera)      | C     | Thiago Xavier     |
| 16 | Guadalupa (bandiera)    | P     | Franck Grandel    |
| 17 | Francia (bandiera)      | D     | Guillaume Lacour  |
| 18 | Tunisia (bandiera)      | C     | Chaouki Ben Saada |

| N. |                           | Ruolo | Calciatore        |
| -- | ------------------------- | ----- | ----------------- |
| 19 | Francia (bandiera)        | C     | Karim Azamoum     |
| 20 | Mali (bandiera)           | D     | Mahamadou N'Diaye |
| 22 | Costa d'Avorio (bandiera) | D     | Mory Koné         |
| 23 | Tunisia (bandiera)        | C     | Fabien Camus      |
| 24 | Costa d'Avorio (bandiera) | C     | Lossémy Karaboué  |
| 25 | Francia (bandiera)        | C     | Jessy Pi          |
| 26 | Turchia (bandiera)        | A     | Deniz Hümmet      |
| 27 | Francia (bandiera)        | A     | Corentin Jean     |
| 28 | Francia (bandiera)        | D     | Charles Traoré    |
| 29 | Francia (bandiera)        | C     | Quentin Othon     |
| 31 | Sudafrica (bandiera)      | D     | Anele Ngcongca    |
| 32 | Serbia (bandiera)         | D     | Dušan Veškovac    |
| 33 | Haiti (bandiera)          | D     | Carlens Arcus     |
| 34 | Francia (bandiera)        | C     | Aloïs Confais     |